# SMS Radetzky
La 'SMS Radetzky è stata una nave da battaglia pre-dreadnought della imperiale e regia Marina Austroungarica che con le unità gemelle Erzherzog Franz Ferdinand e Zrinyi costituiva la classe Radetzky.

## Caratteristiche
Le unità della Classe Radetzky erano pre-dreadnought pur essendo di costruzione solida con una protezione ben distribuita ed essendo notevolmente armate con gli ottimi pezzi di costruzione Škoda, allo scoppio del primo conflitto mondiale erano di concezione ormai sorpassata.

## Servizio
Il Radetzky intitolato al feldmaresciallo Radetzky venne costruito nel cantiere navale San Marco di Trieste e viene considerato unità capoclasse anche se in realtà è entrato in servizio successivamente al gemello Erzherzog Franz Ferdinand tanto che a volte la classe viene denominata classe Erzherzog Franz Ferdinand. Le unità della classe vennero messe in servizio nel Nord Adriatico nella base di Pola, costituendo la 2ª Divisione della 1ª Squadra da battaglia ma durante il conflitto stazionarono quasi sempre nei porti sicuri senza impegnare il nemico, la loro unica azione da menzionare venne effettuata il 24 maggio 1915 giorno di entrata in guerra dell'Italia quando le tre unità della classe cannoneggiarono la costa adriatica bombardando Fano, Senigallia e sia il porto e sia la città di Ancona.
Nell'autunno del 1918, quando la situazione bellica si dimostrò ormai irrimediabilmente compromessa per l'Austria-Ungheria, nel tentativo di scongiurare il disfacimento del proprio impero l'imperatore Carlo I decise di cedere l'intera flotta allo Stato degli Sloveni, dei Croati e dei Serbi appena costituitosi. A pochi giorni dalla fine della guerra, il 31 ottobre, l'ammiraglio Miklós Horthy consegnò la flotta ancorata a Pola agli ufficiali del nuovo stato che condussero la flotta loro consegnata a Spalato. Avendo però gli alleati deciso diversamente sulla sorte della flotta asburgica il Radetzky insieme allo Zriniy dopo essere stato oltre un anno in disarmo venne consegnato il 22 novembre 1919 alla US Navy e rimorchiato in Italia per la demolizione che per ironia della sorte avvenne nel 1926 ad Ancona.